# White Plains Road Line
De IRT White Plains Road Line is een lijn (of beter gezegd traject) van de metro van New York. Het is een van de lijnen van de A Division. De lijn is aangelegd door de IRT en ligt volledig in de noordelijke borough The Bronx en loopt daarbinnen van Wakefield-241st Street helemaal in het noorden zuidwaarts naar 149th Street-Grand Concourse helemaal in het zuiden waar de lijn samengaat met de Lenox Avenue Line. De route maakt deel uit van de lijnen 2 en 5.
Lijn 2 volgt in het noorden doorheen The Bronx het traject van de White Plains Road Line, in Upper Manhattan het traject van de Lenox Avenue Line en vervolgens verder zuidwaarts doorheen Manhattan de Broadway-Seventh Avenue Line. Via de Clark Street Tunnel onder de East River vervolgt lijn 2 via het traject van de Eastern Parkway Line waarna de lijn twee verschillende terminussen heeft, een op het einde van de Nostrand Avenue Line, een - bediend enkel tijdens piekuren - op het einde van de New Lots Line.
Lijn 5 volgt in het noordoosten doorheen The Bronx eerst het traject van de Dyre Avenue Line, vervolgens een groot deel van het traject van de White Plains Road Line, takt dan af en gebruikt een zuidelijk deel van het traject van de Jerome Avenue Line om via de Lexington Avenue Tunnel onder de Harlem River in Upper Manhattan en zuidwaarts doorheen Manhattan de Lexington Avenue Line te volgen. Via de Joralemon Street Tunnel onder de East River vervolgt lijn 5 via het traject van de Eastern Parkway Line waar de lijn terug met lijn 2 samenvalt en waarna ook deze lijn twee verschillende terminussen heeft, een op het einde van de Nostrand Avenue Line, een - bediend enkel tijdens piekuren - op het einde van de New Lots Line.

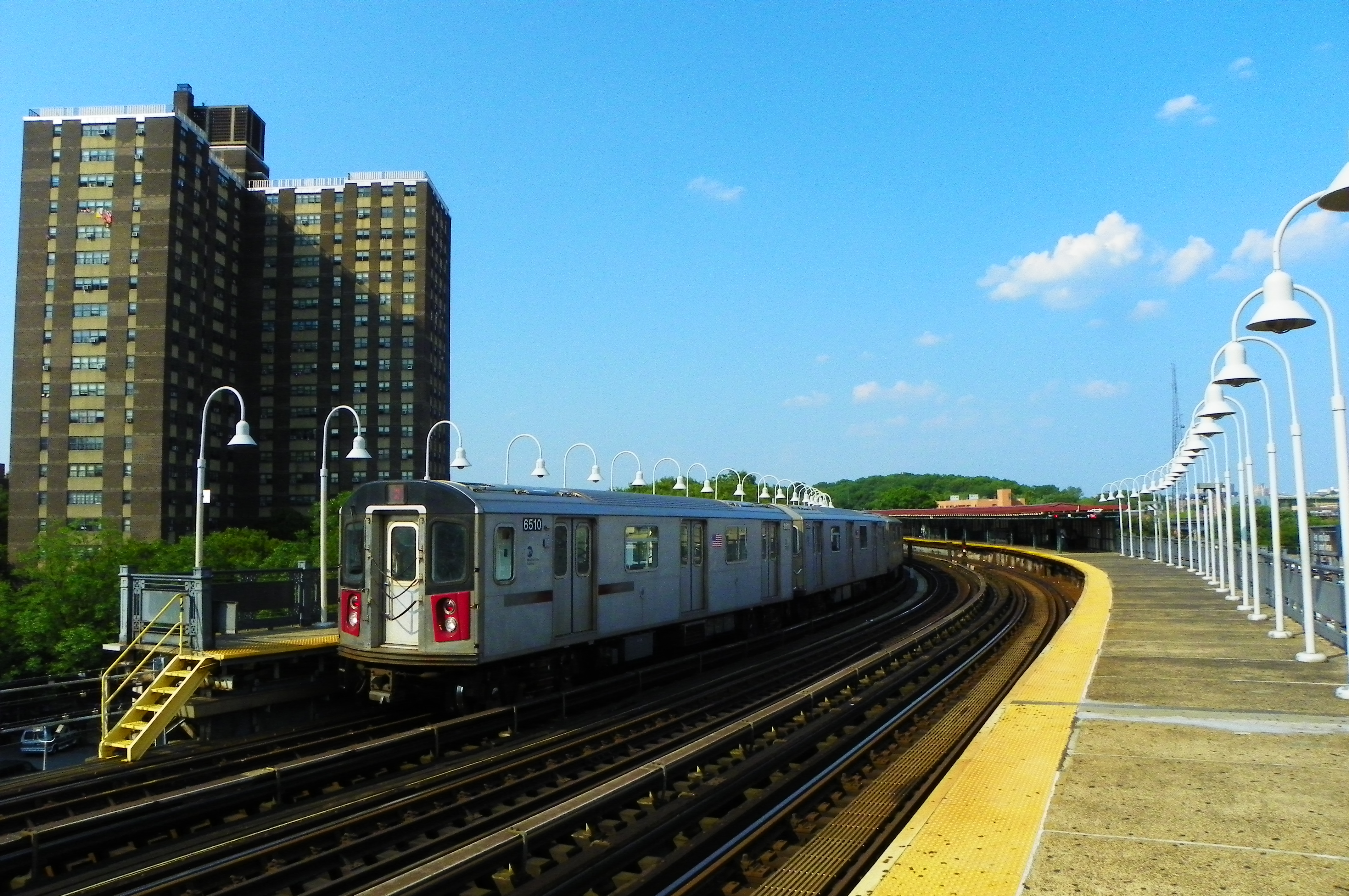
White Plains Road Line bij East-Tremont, Boston Road

 ·  ·  ·  ·  ·  ·  ·  ·  · 